# La Soupe aux Schtroumpfs
La Soupe aux Schtroumpfs (em Portugal: Sopa de Estrumpfes) é o décimo álbum da série de histórias em quadrinhos franco-belga Les Schtroumpfs, lançado em 1976 pela editora Dupuis.

## Lote
Le Schtroumpf à lunettes e outros dois Schtroumpfs vagam pela floresta. Quando eles estão perto da casa de Gargamel, eles veem um gigante chegando. O gigante se apresenta a Gargamel como Grossbouf e declara que está com fome. Gargamel, movido pelo medo, dá-lhe um pouco de sopa, mas Grossbouf ainda está com fome tenta comer Azrael, mas o mago o impede. Observando que Grossbouf comerá qualquer coisa (até velas), Gargamel decide usá-lo como uma ferramenta em sua vingança contra os Schtroumpfs, oferecendo-lhe alguns para fazer uma sopa. Felizmente, os três Schtroumpfs ouvem isso e vão para a Vila dos Les Schtroumpfs para avisar Le Grand Schtroumpf.
No caminho para encontrar a vila, Gargamel e Grossbouf se separam e Grossbouf segue um Schtroumpf montando uma cegonha até a vila. Lá, o Le Grand Schtroumpf faz um plano. Ele faz com que os Schtroumpfs se comportem educadamente com Grossbouf, oferecendo-se para fazer a sopa dos Schtroumpfs que ele deseja.
Le Grand Schtroumpf faz com que muitos Schtroumpfs distraiam Grossbouf (uma banda com música, Schtroumpf Poète com ode a Grossbouf, Schtroumpf à Lunettes com algumas frases morais etc.) enquanto prepara um creme que evita queimaduras.
No dia seguinte, Le Grand Schtroumpf secretamente chama quatro Schtroumpfs. Eles aplicam o creme a si mesmos e depois saltam para a água fervente, onde o creme (sobre o qual Grossbouf não sabe) os protege. Le Grand Schtroumpf envia Grossbouf depois de mais lenha para o fogo, e enquanto ele está fora, os quatro Schtroumpfs deixam a água, uma fórmula mágica é aplicada a ela, e quatro fantasias Schtroumpf são lançadas para fazer o gigante acreditar que os Schtroumpfs se dissolveram em sopa. Quando Grossbouf retorna e bebe a sopa, ele se torna um monstro azul (devido à fórmula), e Le Grand Schtroumpf o leva a acreditar que esse foi o efeito de beber sopa de Schtroumpfs e que Gargamel sabia o tempo todo.
Nesse momento Gargamel chega. Ele pega alguns Schtroumpfs, mas eles não estão preocupados porque sabem que Grossbouf está furioso com ele. Quando Gargamel vê o Grossbouf azul, ele libera os Schtroumpfs e tenta correr, mas o gigante enfurecido o pega e todo mundo vai à casa de Gargamel para vê-lo tentar fazer um antídoto para Grossbouf. Le Grand Schtroumpf carrega uma caixinha.
Todas as tentativas de Gargamel para um antídoto fracassam, deixando Grossbouf mais irritada, que destrói a maior parte do laboratório do mago. Finalmente, Gargamel é reduzido a pedir ajuda ao Le Grand Schtroumpf. Le Grand Schtroumpf abre sua caixa, pega uma pequena folha de salsaparrilha que ele alimenta para Grossbouf, que então volta ao normal.
No final, Schtroumpfs retornam à vila quando Azrael tenta pegar um deles. Este Schtroumpf pede Grossbouf, e mesmo que o gigante não responda, Azrael foge com medo.

## Publicação e outras mídias
- "La Soupe aux Schtroumpfs" foi adaptado como "Soup a la Smurf" para a série de desenho animado americana-belga produzida pela Hanna-Barbera. Schtroumpfette, ausente da história em quadrinhos, aparece na versão animada.

- Embora, como nos quadrinhos originais, Grossbouf seja descrito como um gigante, ele é redefinido como ogro em episódios posteriores de desenho animado (nos quadrinhos, ele era apenas um personagem pontual). Além disso, na história em quadrinhos original, apesar de Grossbouf ser tolo, ele era razoavelmente articulado, enquanto na série de desenhos animados falava em inglês falado, referindo-se a si mesmo na terceira pessoa como o Incrível Hulk.